# Passiflora bryonioides
Passiflora bryonioides är en passionsblomsväxtart som beskrevs av Carl Sigismund Kunth. Passiflora bryonioides ingår i släktet passionsblommor, och familjen passionsblomsväxter. Inga underarter finns listade i Catalogue of Life.